# Canal 9 (La Rioja)
El Canal 9 de La Rioja es un canal de televisión abierta argentino que transmite desde la ciudad de La Rioja. El canal se llega a ver en gran parte de la Provincia de La Rioja y zonas aledañas a través de repetidoras. Es operado por el Gobierno de la Provincia de La Rioja a través de la empresa pública Radio y Televisión Riojana Sociedad del Estado.

## Historia
El 24 de diciembre de 1969, mediante el Decreto 8320, el Poder Ejecutivo Nacional adjudicó al Gobierno de la Provincia de La Rioja una licencia para explotar la frecuencia del Canal 9 de la ciudad de La Rioja, capital de la provincia homónima.
La licencia inició sus transmisiones regulares el 24 de diciembre de 1971 como LV 91 TV Canal 9 de La Rioja.
En sus primeros tiempos, la transmisión se realizaba para la capital provincial y algunas localidades cercanas. Con el tiempo, se comenzaron a instalar repetidoras de VHF o UHF que cubrirían vastas regiones del interior:
- La primera ubicada en Lomas Altas, cuyo acceso se hacía a lomo de mula.
- Luego se continuó con la cadena del oeste, en la década del 80, para llegar a las poblaciones de Antinaco, la Reserva provincial Los Colorados y el Valle del Bermejo (Chilecito, Villa Castelli, Villa San José de Vinchina y Villa Unión).
- Por esos años se coloca una repetidora en la Sierra de Ancasti, en la Provincia de Catamarca, con lo que el servicio llegaría también a esa vecina provincia y a Frías, en Santiago del Estero.
- A fines de la década del 80, se incorpora en la región sur de la provincia, iniciándose por Chamical, luego por Chañar, Milagro y Chepes.
- Las últimas repetidoras en incorporarse son las de Olta, Amaná, Portezuelo, Alpasinche, Chañarmuyo, El Salado, Minas Capillitas (estas 2 en Catamarca) y Ulapes, para totalizar 24 que permiten cubrir todo el territorio provincial, Catamarca, parte de Santiago del Estero y algunas poblaciones de Tucumán, Córdoba, San Luis, San Juan.

El 23 de febrero de 1982, el Comité Federal de Radiodifusión, mediante la Resolución 104, autorizó al Gobierno de la Provincia de Catamarca a instalar repetidoras en Fiambalá y Tinogasta asignándole a cada repetidora los canales 2 y 19 respectivamente.
En 1983, el canal patrocinó para un equipo de fútbol.
En 1989, la legislatura riojana sancionó la Ley 5143, que autorizó al Poder Ejecutivo a constituir la empresa «Radio y Televisión Riojana Sociedad del Estado».
El 4 de abril de 1990, mediante el Decreto 645, el Poder Ejecutivo Nacional autorizó a la Provincia de La Rioja a prestar un servicio de televisión abierta al Canal 9.
En 1995, la legislatura riojana sancionó la Ley 6118, convirtiendo al Canal 9 en Administración Provincial de Radio y Televisión Riojana.
Entre los años 2000 fue a ser repetidora independiente de Telefe.
En 2009, la legislatura riojana sancionó la Ley 8635, que dispuso la creación la Administración Provincial de Radio y Televisión Riojana que “…estará a cargo de 
un Administrador General. Éste será designado directamente por el gobernador y tendrá todas 
las atribuciones legales y administrativas”.
La emisora estatal ha sido distinguida con numerosos premios a lo largo de su historia: Unidad Nacional, Puma Argentino, Cerro El Velazco, Santa Cecilia, Santa Clara de Asís, Broadcasting, Águila Panamericana de Oro, Faro de Oro y Maxwell.
Entre esos distinguidos programas fueron: “La Rioja para el país”, “Documento 9”, “El hombre y su tierra”, “¿Quiere aprender Quichua?”, “Nuevamente”, “Compartiendo”, “Salud para todos”, los documentales “Santiago de Compostela”, “Talampaya, monumento a la fantasía”, “El Cristo Riojano”, “Chuquis, mi pueblo”, “Memoria” y el ciclo “¿Y estos quiénes son?”.
El 24 de junio de 2011, la Autoridad Federal de Servicios de Comunicación Audiovisual, mediante la Resolución 689, le asignó al Canal 9 el Canal 29 en la banda de UHF para emitir en la Televisión Digital Terrestre.
El 21 de diciembre de 2021, se habían reinaugurado las instalaciones del Canal.
El 17 de febrero de 2025, Canal 9 comenzó a emitir programación en HD.

## Programación
Actualmente, parte de la programación del canal consiste en retransmitir parte de los contenidos del Canal 7 de Buenos Aires (Televisión Pública).
La señal también posee programación local, entre los que se destacan Noticiero 9 (que es el servicio informativo del canal), Estamos con vos (magazine matutino), Turno tarde (magazine vespertino) y Políticamente (programa político) entre otros programas locales.
En marzo de 2020, Canal 9 dejó de emitir la programación de Telefe, reemplazando su contenido por programas de su entonces señal porteña Televisión Pública.

## Noticiero 9
Es el servicio informativo del canal con principal enfoque a la Provincia de La Rioja. Actualmente, posee dos ediciones que se emiten de lunes a viernes (a las 12:00 y a las 21:00).

## Repetidoras
Canal 9 cuenta con 21 repetidoras en toda la Provincia de La Rioja y 3 en la Provincia de Catamarca. 21 de las 24 repetidoras que se encuentran en La Rioja son administradas por el Estado Provincial.
| Canal | Localización de las repetidoras |
| 78    | Aicuña                          |
| 9     | Alto Carrizal/Carrizal/Famatina |
| 6     | Arauco                          |
| 75    | Chamical                        |
| 69    | Chañar                          |
| 12    | Chañarmuyo                      |
| 3     | Chepes                          |
| 7     | Chilecito                       |
| 10    | Guandacol/Pagancillo            |
| 4     | Lomas Altas                     |
| 83    | Milagro                         |
| 12    | Milagro/Santa Rita de Catuna    |
| 7     | Olta                            |
| 4     | Portezuelo/Malanzán             |
| 10    | San Blas de los Sauces          |
| 10    | Ulapes                          |
| 7     | Villa Castelli                  |
| 9     | Villa San José de Vinchina      |
| 12    | Villa Unión                     |

| Canal | Localización de las repetidoras     |
| 83    | El Salado                           |
| 3     | Minas Capillitas                    |
| 13    | San Fernando del Valle de Catamarca |

Algunas repetidoras de Canal 9, extiende su cobertura a la Provincia de Santiago del Estero.
| Provincia de Santiago del Estero | Provincia de Santiago del Estero | Provincia de Santiago del Estero    |
| -------------------------------- | -------------------------------- | ----------------------------------- |
| Canal                            | Ciudad                           | Localización de la repetidora       |
| 13                               | Frías                            | San Fernando del Valle de Catamarca |